# Kuldscha loxobathra
Kuldscha loxobathra là một loài bướm đêm trong họ Geometridae.